# エル・ピナカテ・イ・グラン・デシエルト・デ・アルタル生物圏保護区
エル・ピナカテ・イ・グラン・デシエルト・デ・アルタル生物圏保護区（スペイン語: Reserva de la Biosfera El Pinacate y Gran Desierto de Altar）はメキシコのユネスコの生物圏保護区の一つであり、UNESCOの世界遺産リストにも登録されている。その名前（「エル・ピナカテとアルタル大砂漠」の意味）が示すように、エル・ピナカテ（ピナカテ火山）とアルタル大砂漠を主たる対象としている。
カリフォルニア湾の東、メキシコ北西部に位置するこの生物圏保護区があるアルタル大砂漠は北米4大砂漠の一つであるソノラ砂漠に含まれており、南はプエルト・ペニャスコ市、北はアメリカ合衆国のアリゾナ州に挟まれている。宇宙からも見える北米の特徴的な地形の一つで、地形の主要部分を占めるサンタ・クララ火山群には（エル・）ピナカテ、カーネギー（Carnegie）、メディオ（Medio）という3つの峰がある。
地域内には540種の植物が生育し、40種の哺乳類、200種の鳥類、40種の爬虫類のほか、両生類や淡水魚も生息している。その中には、固有種のソノラプロングホーン（プロングホーンの亜種、絶滅危惧種）や、ビッグホーン、アメリカドクトカゲ、サバクゴファーガメ（危急種）などが含まれる。
その面積は7,146 km2で、メキシコのアグアスカリエンテス、コリマ、モレロス、トラスカラの各州の面積よりも大きい。その管理はメキシコ連邦政府、とりわけ天然資源・環境省が担当し、ソノラ州政府や先住民族のトホノ・オ＝オダムとも協力している。

## 地形
エル・ピナカテ・イ・グラン・デシエルト・デ・アルタル生物圏保護区は、楯状火山の存在や、それを取り囲み、形を変化させ続ける砂丘群の広大な地域、さらにはマール・クレーターの突出した集中度といった独特の自然的・生物学的特色で知られている。砂砂漠のアルタル大砂漠の刻々と姿を変えるその砂丘は、高さ200 mにもなる。ピナカテの山々が備えているのは、造山運動の特質、噴火による花崗岩の生成物、美的に優れた色彩を形成する砂、火山灰、さらにはエル・エレガンテ（El Elegante）、セロ・コロラド（Cerro Colorado）、マクドゥーガル（MacDougal）、サイクス（Sykes）といったクレーター群などである。10個のクレーター群は、その規模、深さ、きれいな円である形状などが特筆されている。

### ピナカテ火山
ピコス・デル・ピナカテ（Picos del Pinacate、ピナカテ火山）は、火山やスコリア丘の一群で、プエルト・ペニャスコのレクリエーション・センターの北に位置している。最高峰はセロ・デル・ピナカテ（Cerro del Pinacate）、別名サンタ・クララ火山（Santa Clara volcano）で、その標高は3,904フィート (1,190 m)である。ピナカテの名はナワトル語のpinacatl に由来し、これはゴミムシダマシ科の固有種ピナカテ・ビートル（Pinacate beetle、エレオデス属）を意味する。
ピナカテの火山群は約400万年のうち、散発的に噴火を繰り返してきたが、最も近い時期となると約11,000年前のこととなる。

## 歴史

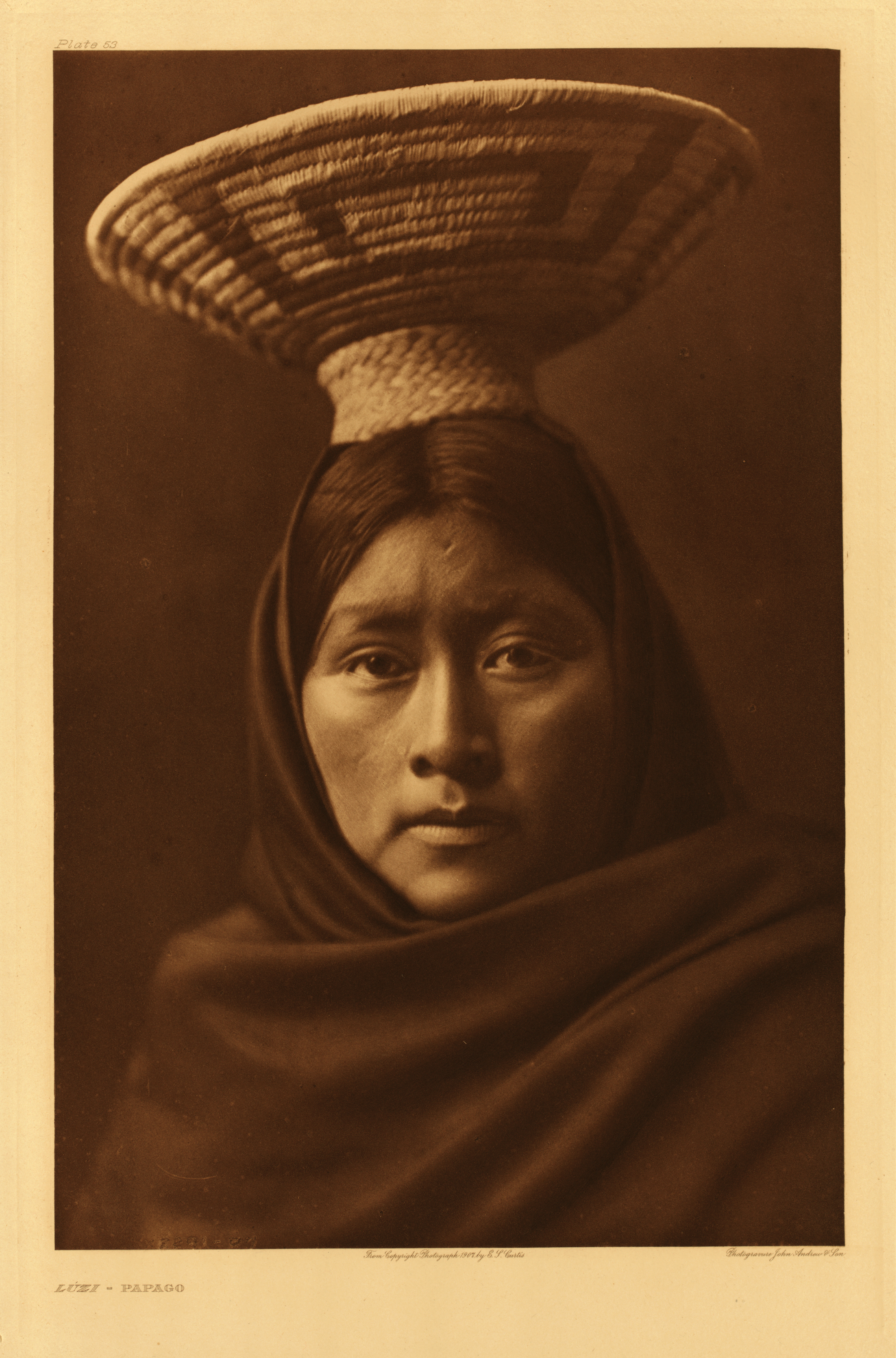
トホノ・オ＝オダムの女性（エドワード・カーティス撮影、1907年ごろ）

### 先コロンブス期
最初にこの地に住んだのはサン・ディエギト人（San Dieguito people）と呼ばれる狩猟採集民で、山々からカリフォルニア湾へと食料を求めて移り行く途上、この地にも一時的に住んだ。しかし、この最初の定住は、2万年前の氷期の開始によって食料不足に陥って山々から立ち去ることを余儀なくされ、終焉を迎えたらしい。
サン・ディエギト人の2度目の定住は氷期の後期に始まり、この集団は山々に戻ってきて、先祖がしたのと同じように暮らした。ティナハ（Tinaja, 原義は「大甕」）と呼ばれる水のたまったくぼ地は、この時期の頼れる水源だったに違いない。この2度目の定住は、9,000年前に後氷期が到来し、環境の変化によって再び土地から離れることを余儀なくされて終わりを告げた。
現代から見て最も近い時期にピナカテ火山とアルタル大砂漠に定住したアメリカ先住民は、Hia C-eḍ O'odham（「砂丘の人々」を意味する先住民族）に属するピナカテーニョ（Pinacateño）の一群であった。先史時代のサン・ディエギト文化のように、ピナカテーニョはその宿営地をティナハ沿いに集中させつつ、食料を求めてピナカテ火山を彷徨し、海にも繰り出した。そうした旅の途上に、彼らは、ティナハからティナハへの道路網やその水源近くで見つかっている石器や土器片など、自身が存在した痕跡を残した。

### 探検と学術的関心
この地を最初に探検したヨーロッパ人たちの記録もいくらか残っている。最初にピナカテの山々を見た白人はメルシオル・ディアス（Melchior Díaz）とされており、それは1540年のことだった。1698年には、アリゾナ州のツーソン南部に聖ザビエル伝道教会（Mission San Xavier del Bac）を設立したエウセビオ・キノの一団がこの地を訪れ、それからも時折戻って来た。彼らはピナカテ火山の最高峰、サンタ・クララにも登った。彼らはサンタ・クララの名付け親でもある。
この地の最初の学術的探検とされているのは、1907年のマクドゥーガル（MacDougal）、ホーナデイ（Hornaday）、サイクス（Sykes）の調査隊によるものである。
NASAは1965年から1970年に、宇宙飛行士をアルタル大砂漠に派遣したことがある。月の地表に似た地面で月面歩行の練習をするためであった。

## 保護
1979年に最初の保護区が設定され、1993年にはカリフォルニア湾奥のアダイル湾と共に生物圏保護区になった。2008年2月2日にはそのごく一部、アグア・ドゥルセ（Agua Dulce、38 ha）というオアシスがラムサール条約の登録地になった。一帯のコロラド川にはホグフィッシュ、砂漠地帯にはベンケイチュウ、ブユウマルなどのサボテンおよびパーキンソニア・アクレアタなどの植物が生え、Uma inornata、アメリカドクトカゲ、ニシダイヤガラガラヘビ、サンゴヘビ、カメレオン、サバクゴファーガメなどの爬虫類およびオジロジカ、ミュールジカ、ビッグホーン、プロングホーン、ペッカリー、渡り性のヒメハナナガコウモリなどの哺乳類、アグア・ドゥルセにはキプリノドン・マクラリス、ヒゲナガドロガメなどが生息している。

### 世界遺産
この物件が正式に推薦されたのは2012年3月25日のことであった。推薦を受け、世界遺産委員会の諮問機関である国際自然保護連合（IUCN）は「登録」を勧告した。その結果、2013年の第37回世界遺産委員会では勧告通りに世界遺産リストへの登録が認められた。メキシコの世界遺産では32件目（自然遺産では5件目）である。

#### 登録名
この世界遺産の正式登録名は英語: El Pinacate and Gran Desierto de Altar Biosphere Reserve、フランス語: Réserve de biosphère El Pinacate et le Grand désert d’Altarである。その日本語訳は文献によって以下のような差異がある。
- ピナカテ火山とアルタル大砂漠生物圏保存地域 - 日本ユネスコ協会連盟[3]
- エル・ピナカーテとグラン・デシエルト・デ・アルタル生物圏保存地域 - 世界遺産検定事務局[9]
- エル・ピナカーテとグラン・デシエルト・デ・アルタル生物圏保護区 -日高健一郎[20]
- エルピナカテとアルタル大砂漠の生物圏保護区 - なるほど知図帳[21]
- ピナカテ、グラン・デシエルト・デ・アルター生物保護区 - 今がわかる時代が分かる世界地図[22]
- エル・ピナカテ／アルタル大砂漠生物圏保護区 - 古田陽久・古田真美[23]

#### 登録基準
この世界遺産は世界遺産登録基準のうち、以下の条件を満たし、登録された（以下の基準は世界遺産センター公表の登録基準からの翻訳、引用である）。
- (7) ひときわすぐれた自然美及び美的な重要性をもつ最高の自然現象または地域を含むもの。
- (8) 地球の歴史上の主要な段階を示す顕著な見本であるもの。これには生物の記録、地形の発達における重要な地学的進行過程、重要な地形的特性、自然地理的特性などが含まれる。
- (10) 生物多様性の本来的保全にとって、もっとも重要かつ意義深い自然生息地を含んでいるもの。これには科学上または保全上の観点から、すぐれて普遍的価値を持つ絶滅の恐れのある種の生息地などが含まれる。

世界遺産登録に当たっては、火山と砂漠とを主体とする景観が織り成す自然美とその地形が持つ学術的重要性、さらに固有種や絶滅危惧種を含む豊かな生物多様性が評価された。